# Combrimont
Combrimont – miejscowość i gmina we Francji, w regionie Grand Est, w departamencie Wogezy.
Według danych na rok 1990 gminę zamieszkiwały 172 osoby, a gęstość zaludnienia wynosiła 33 osób/km² (wśród 2335 gmin Lotaryngii Combrimont plasuje się na 873. miejscu pod względem liczby ludności, natomiast pod względem powierzchni na miejscu 991.).